# Поповка (Корочанский район)
Попо́вка — село в Корочанском районе Белгородской области, административный центр Поповского сельского поселения.

## География
Поповка находится в северной части Корочанского района.
Село удалено от районного центра Корочи на 7 км, от областного центра - на 50 км.
Рядом с Поповкой проходит дорога регионального значения «Короча-Губкин-Старый Оскол-Горшечное» с выходом на федеральную автодорогу «Воронеж-Курск».

## История

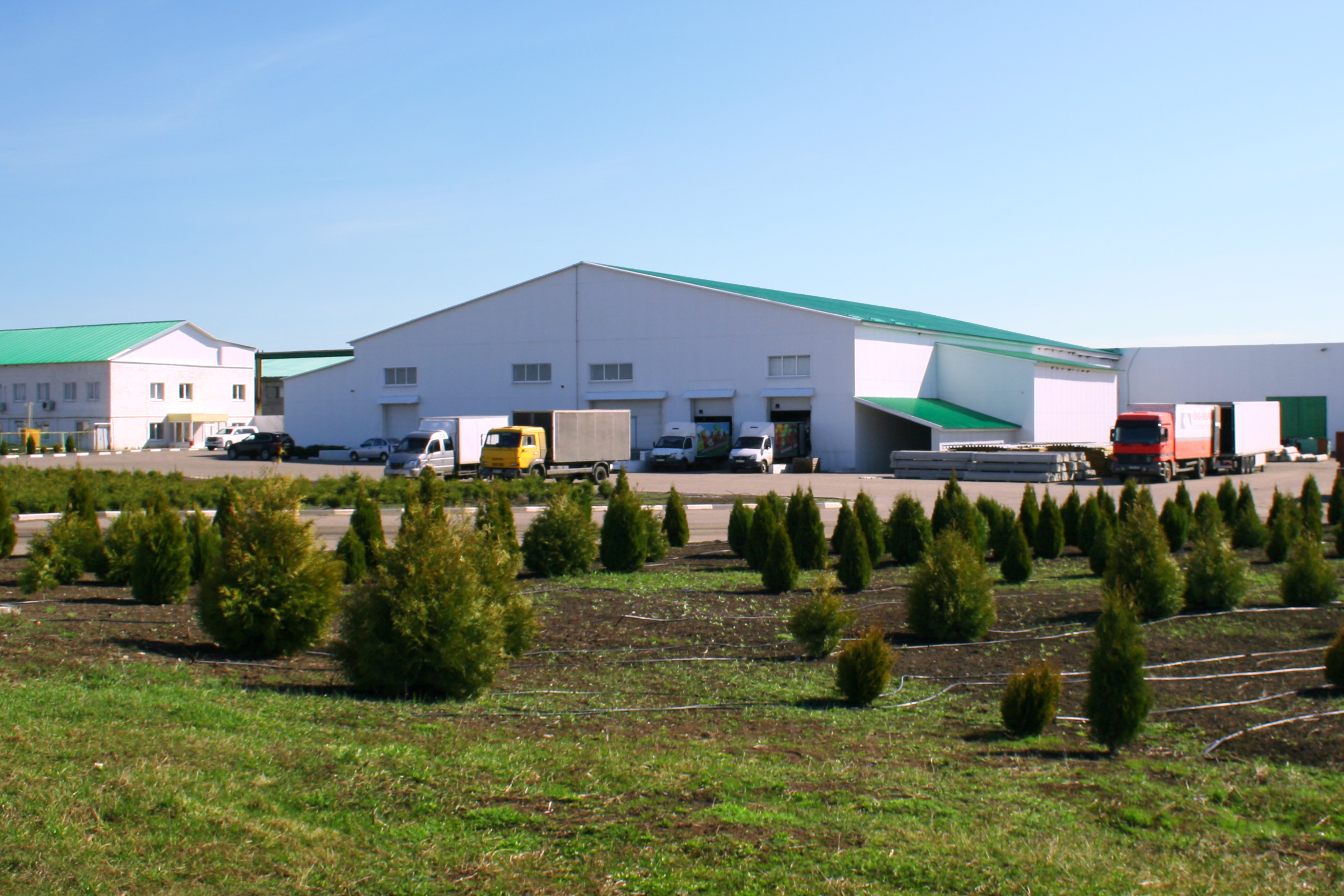
ЗАО «Корочанский плодопитомник» в Поповке

История с. Поповка берёт отсчёт с середины XVIII века. О названии села существуют две легенды: первая гласит, что село получило свое название по фамилии первого поселенца из числа служилых людей – Попова; вторая – название села происходит от названия растения «Поповник», который произрастал на территории села.
Разрасталось село быстро и уже к 1862 году здесь насчитывалось 114 дворов и проживало 1406 жителей. Развивались ремесла: ткацкое, бондарное и гончарное дело, лозоплетение, изготовление упряжи, заготовка сухофруктов.
В 1862 году Поповка была казённым селом при колодцах, располагалась по правую сторону почтовой дороги из Корочи в Старый Оскол и входила в состав Яблоновской волости 2-го стана Корочанского уезда Курской губернии.
В 1874 году впервые в истории села открылась церковно-приходская школа.
В 1884 году Поповка относилась к Булановской волости Новооскольского уезда.
В 1918 году в Поповке устанавливается Советская власть, и в этом же году была построена каменная церковь с престолами Александра Невского и Николы Зимнего.
В 1928-1930 годах были образованы первые 4 колхоза – «Обновленная земля», «Зеленый луг», «Веселый пахарь», «им. Кагановича».
2 июля 1942 года Поповка была оккупирована немецко-фашистскими захватчиками. Освободили село 100-я и 305-я стрелковые дивизии. 7 февраля 1943 года Поповка была освобождена от немецких оккупантов.
В 1948 году в Поповке насчитывалось 1133 человека. В 1950 году колхозы «Зеленый луг», «Веселый пахарь», «Обновленная земля», имени Кагановича объединились в колхоз имени Кагановича.
В 1954 году в селе Поповка появилась первая радиоточка.
В 1957 году колхоз имени Кагановича переименован в колхоз имени XX съезда КПСС. В 1968 году колхоз имени ХХ съезда КПСС присоединен к «Корочанскому плодово-ягодному совхозу». 
В 1976 году Корочанский плодово-ягодный совхоз переименован в совхоз-завод «Корочанский».
В 1986 году в селе была построена Поповская средняя школа на 624 места.
В 2013 году введены в эксплуатацию очистные сооружения, торговый центр.

## Население
В 1979 году в Поповке было 950 жителей, в 1989 году — 1128. В 1998 году Поповка насчитывала 1440 жителей.
| 2002 | 2010  |
| ---- | ----- |
| 1191 | ↗1300 |

## Известные уроженцы
- Зайцев, Григорий Кондратьевич (1897—1943) — советский военачальник, полковник.
- Лукинов, Иван Илларионович (1927—2004) — советский и украинский экономист.
- Лукинов, Николай Тарасович (1914—1998) — полковник Советской Армии, участник Великой Отечественной войны, Герой Советского Союза (1944).